# ナントゥイユ＝ル＝オドゥアン
ナントゥイユ＝ル＝オドゥアン （Nanteuil-le-Haudouin）は、フランス、オー＝ド＝フランス地域圏、オワーズ県のコミューン。

## 地理
ナントゥイユ＝ル＝オドゥアンは、パリとソワソンの中間に位置し、パリから約50km離れている。
コミューンにはナントゥイユ＝ル＝オドゥアン駅があり、ラ・プレーヌ-イルソン路線、トランジリアンK線、TERピカルディーの路線が停車する。

## 由来
nantoはガリア語で谷を意味し、ialoは一掃することを意味する。

## 歴史

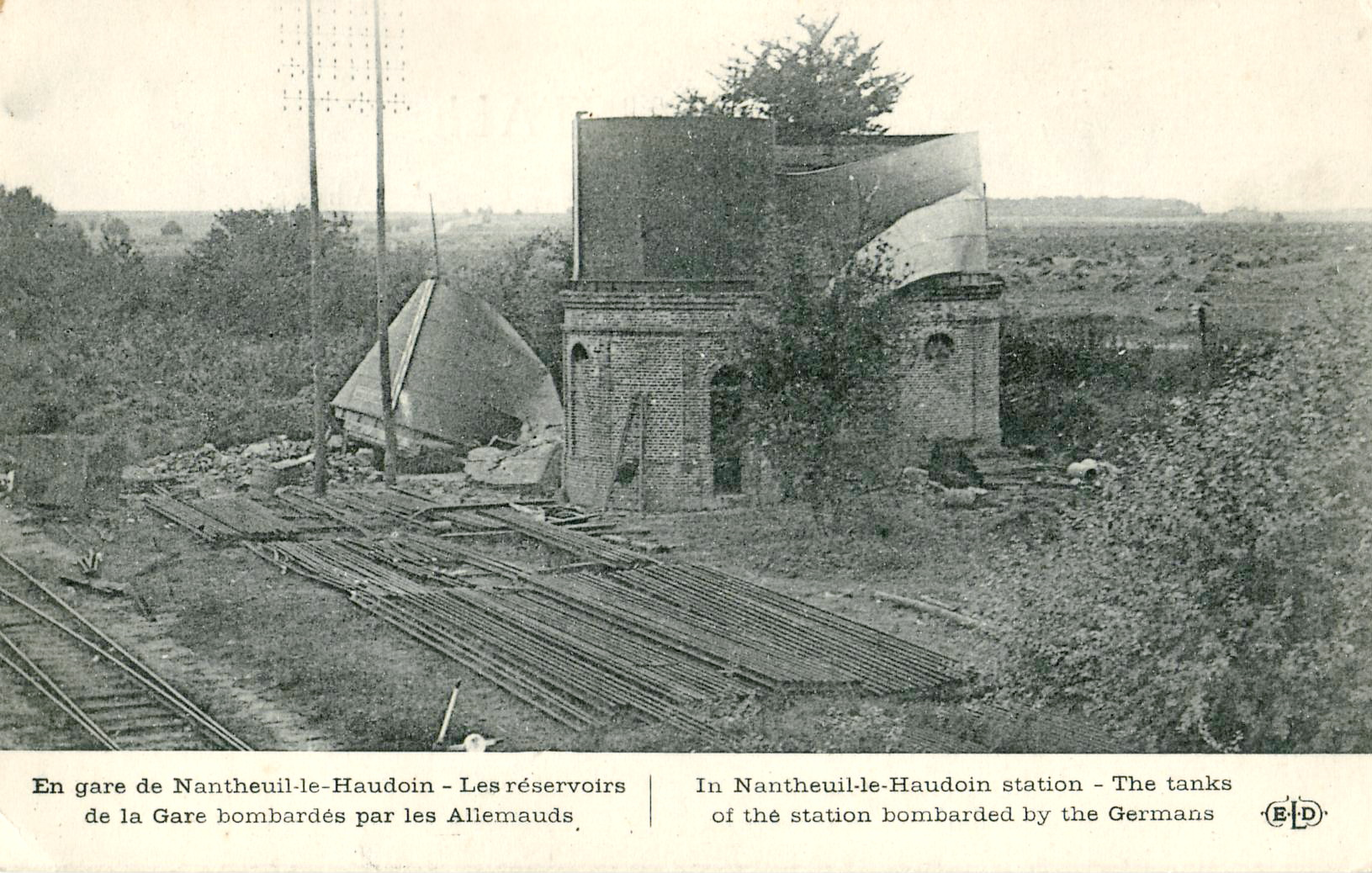
第一次世界大戦中に爆撃され破壊されたナントゥイユ＝ル＝オドゥアン駅

アンシャン・レジーム時代、ナントゥイユには同名の城があった。この城を所有していたのはギーズ家と、フランス元帥アンリ・ド・ションベールであった。城はフランス革命さなかの1794年に解体されている。
ナントゥイユ＝ル＝オドゥアンの名は、ルノーが製造したタクシー用車両で、第一次世界大戦開戦時にその名が知られたタクシ・ド・ラ・マルヌ（fr、1914年9月、パリ防衛のため歩兵旅団兵士たちを輸送した）によってフランス史と結びついている。
1940年のナチスドイツのフランス侵攻において、ナントゥイユ＝ル＝オドゥアンは爆撃されている。

## 人口統計
| 1962年 | 1968年 | 1975年 | 1982年 | 1990年 | 1999年 | 2005年 | 2014年 |
| ------ | ------ | ------ | ------ | ------ | ------ | ------ | ------ |
| 1716   | 1712   | 1959   | 2285   | 2672   | 3126   | 3233   | 3891   |

参照元:1962年から1999年までは複数コミューンに住所登録をする者の重複分を除いたもの。それ以降は当該コミューンの人口統計によるもの。1999年までEHESS/Cassini、2006年以降INSEE。

## 史跡

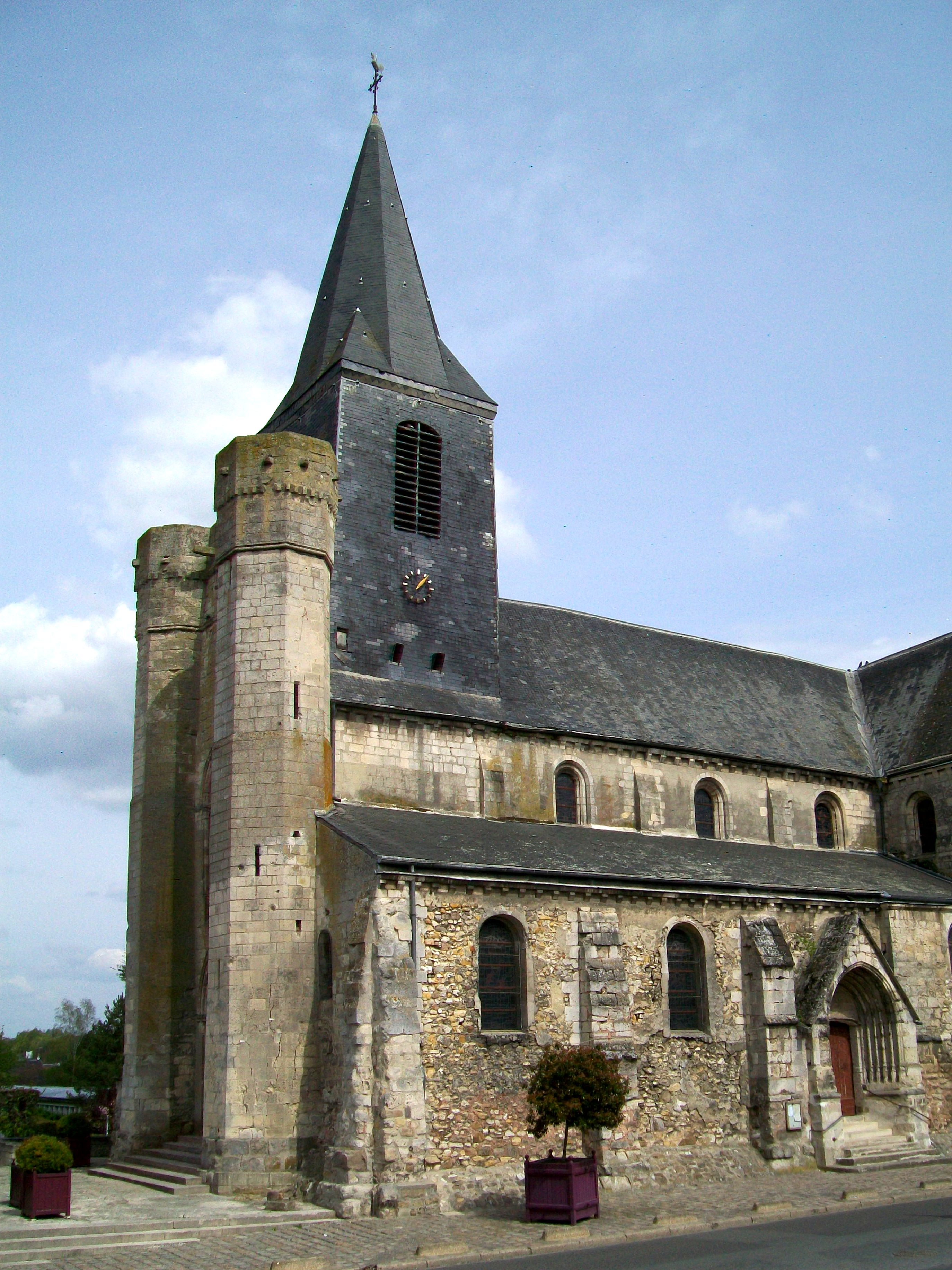
サン・ピエール教会
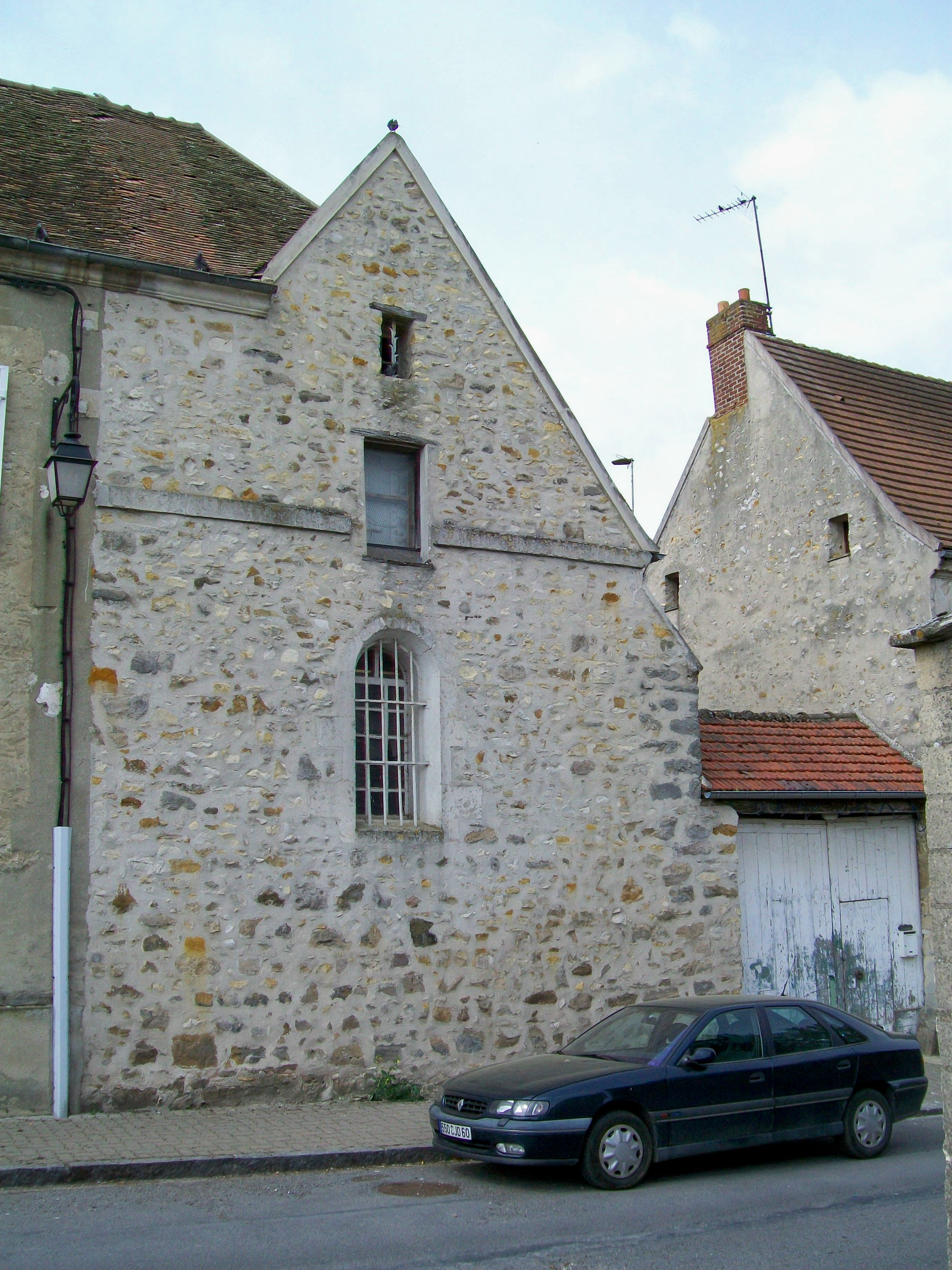
旧病院付属礼拝堂
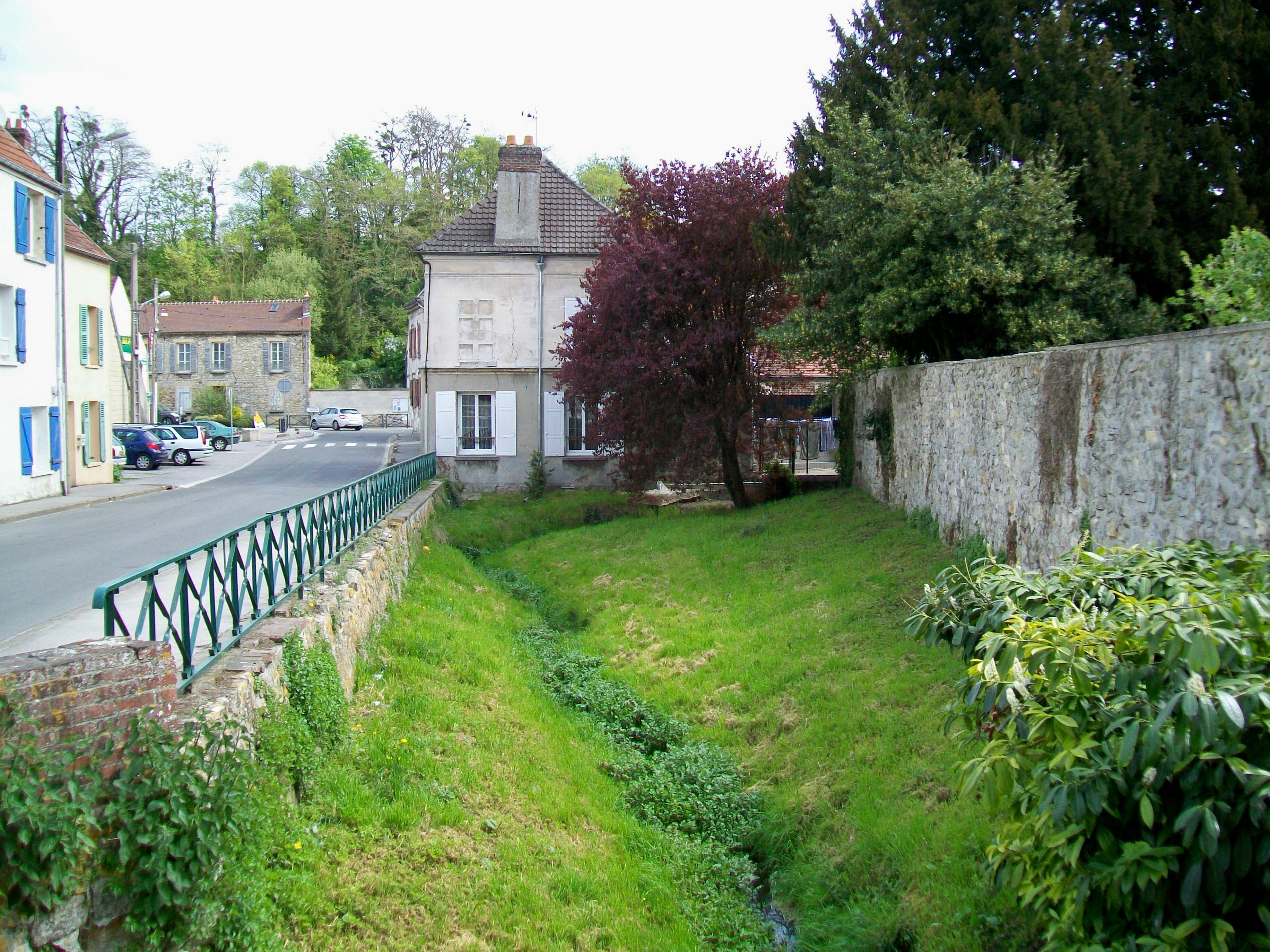
かつて小さなノネット川が流れていた古い堀
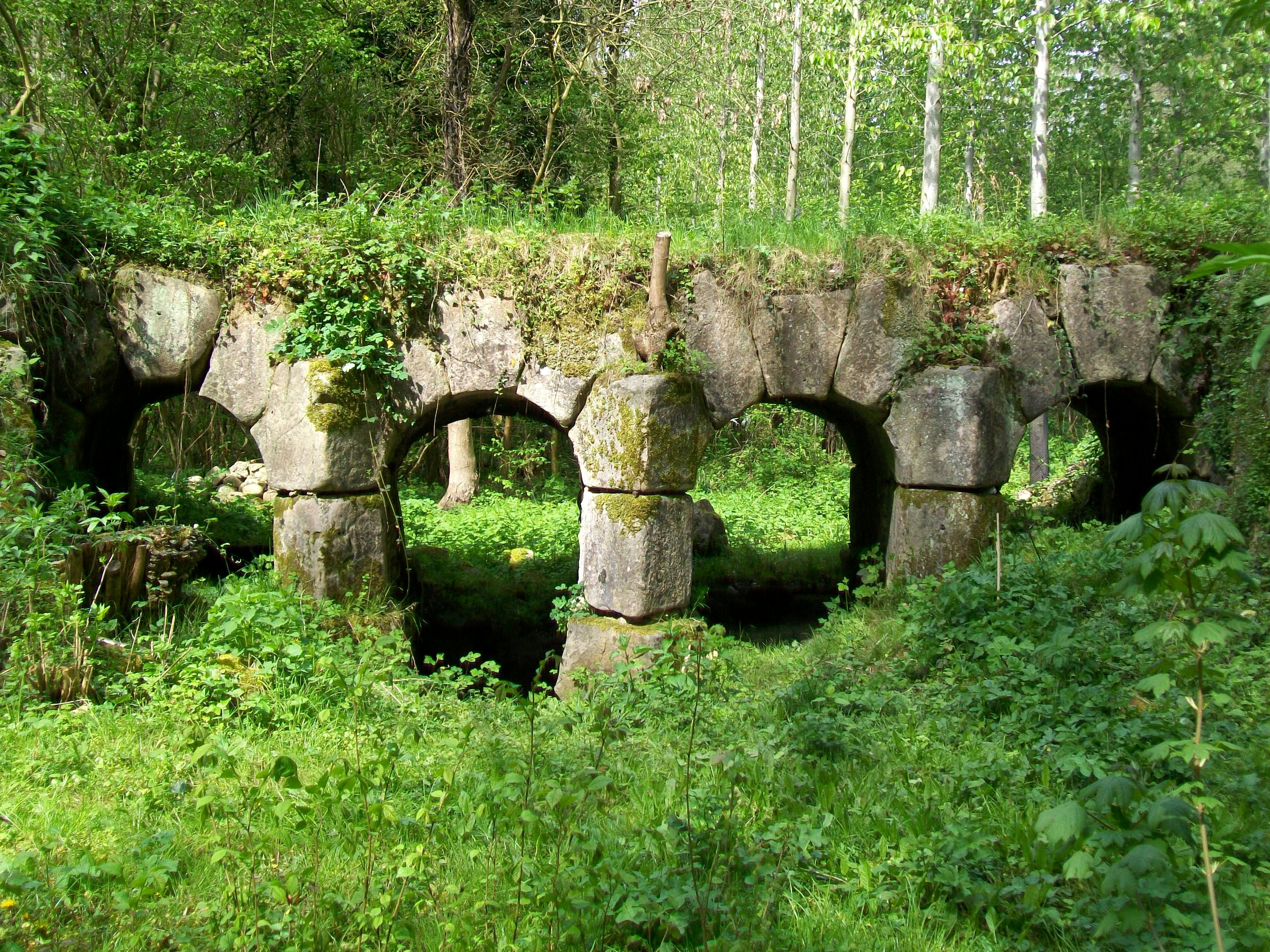
古い橋
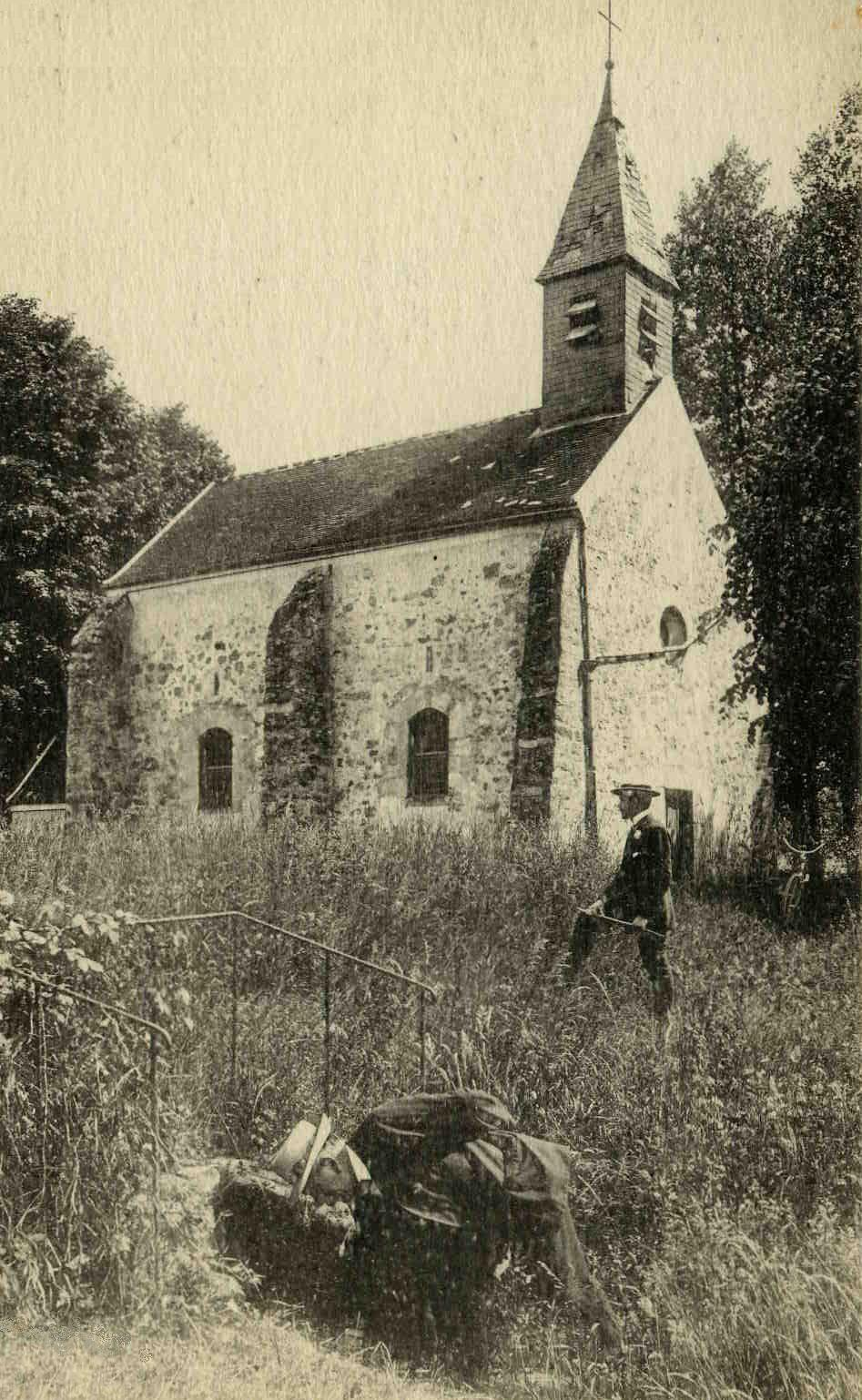
20世紀初頭に撮影されたノートルダム・デ・マレ礼拝堂

## 姉妹都市
- アルトドルフ・ベイ・ベーブリンゲン、ドイツ